# Мері Лайон
Мері Франсес Лайон (англ. Mary Frances Lyon) (15 травня 1925, Норвіч, Велика Британія — 25 грудня 2014, Оксфордшир, Велика Британія) — британська дослідниця генетики. Висловила гіпотезу про наявність інактивації однієї зі статевих X-хромосом у самок ссавців і жінок, яка надалі підтвердилася.

## Життєпис

### Родина і дитинство
Народилася у Норвічі в Англії у родині чиновника Кліффорда Джеймса Лайона та вчительки Луїзи Франсес Лайон (уродженої Кірбі). Мері була старшою донькою та мала брата і сестру. Брат став бухгалтером, а сестра — соціальним працівником. Двоюрідний брат Мері (син сестри її батька) Кеннет Блакстер став спеціалістом з харчування тварин.
1929 року родина переїхала до Йоркширу, 1935 — до Бірмінгему, 4 роки потому до Вокінгу. Мері навчалася у граматичній школі у Бірмінгемі. В неї, за її словами, була гарна вчителька природознавства, а також дівчинка брала участь у конкурсі з написання найкращого твору і виграла набір книжок про дикі трави, птахів і дерева, що привернуло її до біології ще в дитинстві.

### Кембридж і Единбург
У 1943 році Мері поступила до коледжу Гіртон Кембриджського університету для вивчення зоології, фізіології і біохімії. Під час навчання у Кембриджі Мері стала стипендіанткою Софії Аделаїди Торле (1944) і отримала приз Гвендолен Крюдсон за успіхи у природничих науках (1945). Лекції з генетики у Кембриджському університеті читав статистик і генетик Рональд Фішер, до якого Мері Лайон поступила до аспірантури. Але невдовзі вона перебралася до краще обладнаної лабораторії Конрада Воддінгтона у Інституті генетики тварини в Единбурзі, де закінчувала свою роботу під керівництвом Дугласа Фальконера. На початку 1949 року під час тривалих відряджень Воддінгтона і Фальконера Мері Лайон працювала під керівництвом українського ембріолога Бориса Балінського.

### Гарвелл
Після здобуття ступеня доктора філософії з біології Мері Лайон розпочала дослідження викликаних радіацією мутацій у мишей у лабораторії Томаса Картера, з якою вона переїхала у 1955 році до Гарвелла в Оксфордширі. Там було відкрито радіобіологічний центр Ради медичних досліджень Великої Британії, генетичну лабораторію якого Лайон очолювала з 1962 до 1986 року.

## Наукова діяльність
Ще з університетських часів головними захопленнями Мері Лайон були ембріологія і генетика. Розвиток експериментальної ембріології у 1930-ті роки привернув її увагу до проблем розвитку, а підручник Конрада Воддінгтона «Генетика» привів до висновку, що тільки вивчення генетики призведе до розуміння ембріогенезу. У Фішера вона вивчала мутацію у мишей, яка призводила до порушення рівноваги.
Мері Лайон була одним з піонерів вивчення впливу радіоактивності на порушення роботи генів. Вона провела дослідження на мишах і дрозофілах, які довели те, що будь-яка доза отриманого випромінювання призводить до появи мутацій, а також що кількість мутацій із дозою зростає.
Також вона вивчала вплив радіації на мутації у Т-гені у 1950-ті та 1970-ті.
Мері Лайон створила банк мишачих ембріонів у Гарвелльському центрі (англ. FESA, Frozen Embryo and Sperm Archive). Станом на 2010 рік це єдиний у Великій Британії центр зі зберігання та розповсюдження мишачих ліній для наукових досліджень.

## Нагороди
- Член Лондонського королівського товариства(1973)
- Іноземний член Національної академії наук США (1979)
- Королівська медаль Королівського товариства (1984)
- Премія Мауро Баширотто (англ. Mauro Baschirotto Award) Європейського товариства генетики людини[en] (1994)[8]
- Премія Вольфа з медицини (1997)[9]
- Премія Амори[de] (1997)
- Премія March of Dimes з біології розвитку[en] (2004)
- Премія Перл Мейстер Грінгард[en] (2006)
- Премія Розенстіла[en] разом з Девором Золтером[de] і Азімом Сурані (2007)

## Названі на честь Лайон
- У 2004 році Рада медичних досліджень Великої Британії відкрила у Гарвеллі Центр Мері Лайон з дослідження геноміки мишей.[7]
- Товариство генетиків щорічно з 2014 року вручає Медаль Мері Лайон.[7]